# メジャー・リーグ・レスリング
メジャー・リーグ・レスリング（Major League Wrestling、略称：MLW）は、アメリカ合衆国のニューヨーク州ニューヨークを拠点としているプロレス団体。以前はペンシルベニア州フィラデルフィアを拠点としていた。

## 歴史
2002年、WWEでライターを務めていたコート・バウアーが設立。6月16日、フィラデルフィアで旗揚げ戦を開催。
2004年、資金難により活動停止。
2017年7月、活動再開することを発表。
2018年4月、カタールのBeIN Sportsで「MLW Fusion」の放送が開始された。8月、メキシコのAAAとのパートナーシップ契約を発表。
2019年4月、本社をフィラデルフィアからニューヨークに移した。7月26日、日本のプロレスリング・ノアとのパートナーシップ契約を発表。8月、メキシコのザ・クラッシュとのパートナーシップ契約を発表。11月2日、格闘技専門チャンネル「FITE TV」を通じて世界中で視聴可能なPPV「Saturday Night SuperFight」を開催。
2020年2月3日、日本のDRAGONGATEとのパートナーシップ契約を発表。
2023年8月24日、日本の新日本プロレスとのパートナーシップ契約を発表。9月28日、日本の新日本プロレス、メキシコのCMLLとの戦略的提携を発表。

## タイトル
| タイトル                  | 保持者               | 歴代   |
| ------------------------- | -------------------- | ------ |
| MLW世界ヘビー級王座       | マット・リドル       | 第12代 |
| MLW世界タッグ王座         | 小島聡 OKUMURA       | 第15代 |
| MLW世界ミドル級王座       | ミスティコ           | 第12代 |
| MLWナショナル無差別級王座 | ウルティモ・ゲレーロ | 第9代  |
| MLW世界女子フェザー級王座 | 中島翔子             | 第5代  |

## 所属選手
- アレックス・ハマーストーン
- サイモン・ゴッチ
- サミ・キャラハン
- デイビーボーイ・スミス・ジュニア
- ティモシー・サッチャー
- トム・ローラー
- ロウ・キー
- マット・リドル